# Marika Holmström
Marika Holmström, född 22 februari 1969 i Maria Magdalena församling i Stockholm, är en svensk skådespelare.

## Biografi
Holmström utexaminerades från Teaterhögskolan i Stockholm 2000.
Hon har varit verksam vid Örebro länsteater, Boulevardteatern, Uppsala Stadsteater, Ung scen Öst, Turteatern och Riksteatern.

## Filmografi
- 1997 – OP7 (TV-serie)
- 1998 – Räls
- 2001 – Tro, hopp och väderlek
- 2001 – Återkomsten (TV-serie)
- 2012 – Arne Dahl: De största vatten (TV-serie)

## Teater

### Roller (ej komplett)
| År   | Roll | Produktion                    | Regi       | Teater      |
| ---- | ---- | ----------------------------- | ---------- | ----------- |
| 2019 | Kent | Kung Lear William Shakespeare | Sara Giese | Romateatern |